# Quintero (paroisse civile)
Pour les articles homonymes, voir Quintero.
Quintero est l'une des cinq paroisses civiles de la municipalité de Muñoz dans l'État d'Apure au Venezuela. Sa capitale est Quintero.

## Géographie

### Démographie
Hormis sa capitale Quintero située sur la rive sud du río Apure, la paroisse civile possède une seule autre localité d'importance, Paragüito.